# Carlsbourg
Carlsbourg (en wallon, Såcere ou Saucère, de l'ancien nom ; aussi Calsëbour, Calsbour) est une section et un village de la commune belge de Paliseul située en Région wallonne dans la province de Luxembourg.
C'était une commune à part entière avant la fusion des communes de 1977.
Carlsbourg est notamment connue pour son école agricole (Institut Saint-Joseph) à laquelle Albin-Georges Terrien, grand écrivain de l'Ardenne, fait allusion dans son livre La Glèbe. Le nom de Carlsbourg, qui fut la marque de l'ancienne laiterie du village, est également toujours utilisée commercialement.

## Évolution démographique
- Source: DGS, 1831 à 1970=recensements population, 1976= habitants au 31 décembre

## Histoire
Jusqu'au 10 août 1757, Carlsbourg portait le nom de « Saussure », ce qui voulait dire saussaie, car on y trouvait des saules à osier. Son nom actuel lui fut donné par Charles Godefroy de la Tour, duc souverain de Bouillon. Ceci contribue à expliquer la signification du blason de la commune de Paliseul, qui est celui que l'ancienne commune de Carlsourg avait obtenue et qui correspond aux armes de Charles Godefroy de La Tour d'Auvergne, duc de Bouillon (il contient les armes de la famille La Tour, du duché de Bouillon, des comtés d'Auvergne et de Boulogne et de la Vicomté de Turenne).

## Patrimoine et culture

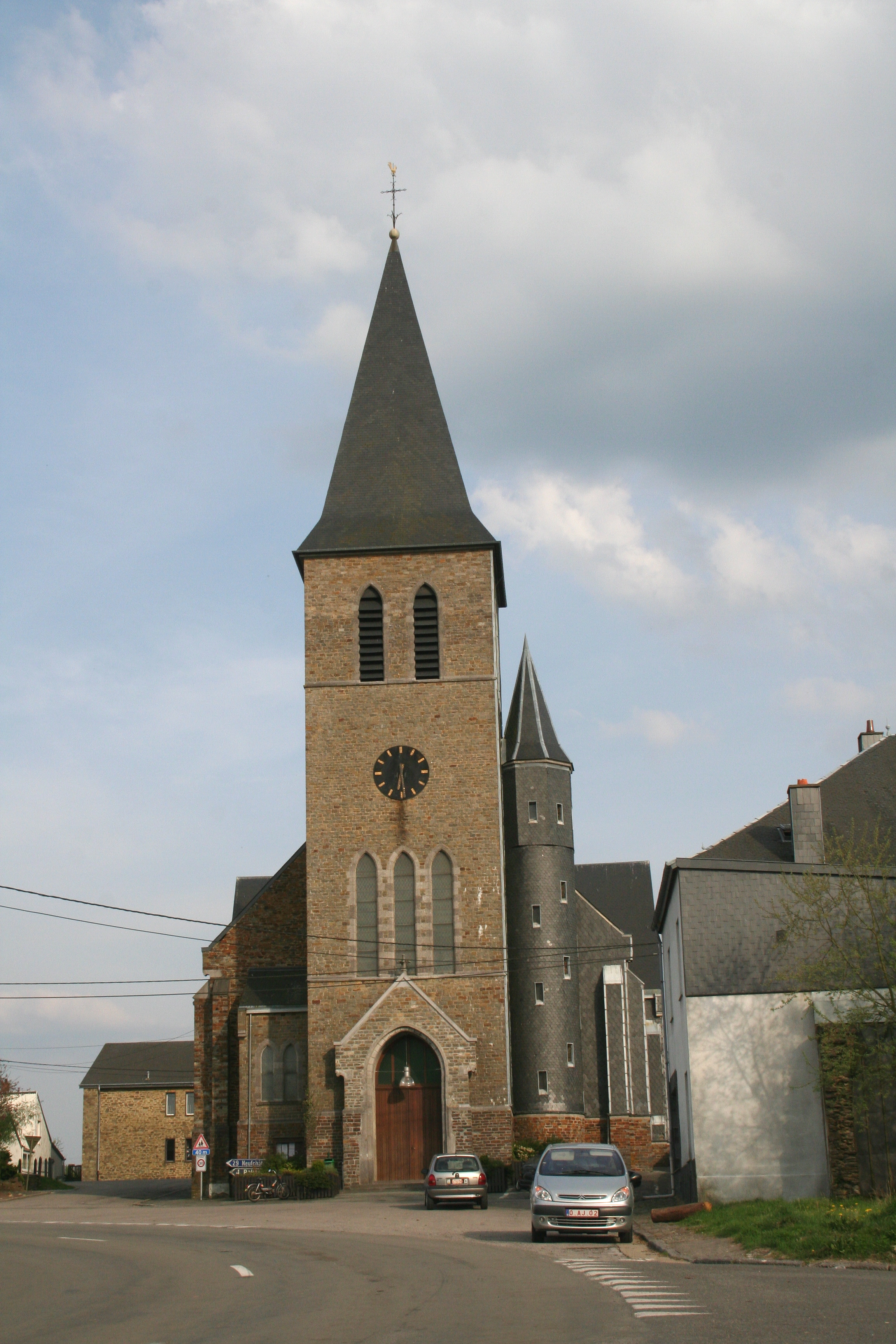
L'église Sainte-Gertrude (1912-1913).

### Culture

#### Légende
Au XIe siècle, la Comtesse Ide de Boulogne, descendante de Charlemagne, voyait son jeune fils Godefroy se consumer par une maladie de langueur. Un vieil ermite lui conseilla de conduire son enfant en Ardenne pour lui faire respirer l'air pur de ce pays. C'est ainsi que la mère se hâta de venir habiter son vieux castel de Bouillon. Tous les jours on la voyait avec son enfant, à la recherche des frais bocages et des riants vallons.
Un jour la Comtesse arriva avec son fils sur une hauteur couronnée de saules chargés de chatons d'or. Elle aperçu un buisson plus fleuri que les autres et voulu cueillir une branche. A ce moment, le buisson s'ouvrit, une jeune bergère surgit qui cru voir la Vierge et s'exclama: "Je vous salue belle dame, vous êtes pleine de grâces et le Seigneur est avec vous". "Heureuse enfant, dit la Comtesse, je ne suis qu'une malheureuse femme puisque mon fils se meurt dans mes bras".
Voyant le pauvre enfant, la bergère écarta les branches du buisson de saules et laissa voir une statue de la Madone. Prise d'inspiration, la Comtesse s'écria: "Reine des Cieux, accordez la santé à mon fils, animez-le de force et de courage, qu'il soit illustre parmi ses compagnons d'armes, et je vous promets qu'il consacrera sa vaillance à combattre les infidèles qui profanent le tombeau de votre Fils!"
À peine eut-elle prononcé ces paroles que les couleurs reparurent sur le visage du jeune Godefroy. À partir de ce moment, le jeune prince grandit en force et en beauté. Plus tard il devint Godefroy de Bouillon.
Près du buisson fleuri, Ide d'Ardenne fit élever un sanctuaire. Le bruit du miracle se répandit très vite et les colons du voisinage arrivèrent pour s'établir. On appela l'endroit Saussure (Saucère en wallon), du mot "saussaie", endroit planté de saules.
Source: "Carlsbourg, autrefois Saussure", Frère Macédone, 1894

## Personnalités liées
- Daniel Moline (1948-), peintre contemporain